# Xã Wright, Quận Greene, Indiana
Xã Wright (tiếng Anh: Wright Township) là một xã thuộc quận Greene, tiểu bang Indiana, Hoa Kỳ. Năm 2010, dân số của xã này là 3.921 người.